# Genesis (automerk)
Genesis (Koreaans: 제네시스) is het luxe automerk van de Zuid-Koreaanse autofabrikant Hyundai Motor Company. Genesis werd oorspronkelijk in 2004 tegelijk met de plannen voor Hyundai's nieuwe luxe sedan Genesis bedacht, maar werd op 4 november 2015 als onafhankelijk merk aangekondigd. Het eerste model, de Genesis G90, werd in 2017 uitgebracht. Genesis-modellen worden ontworpen in Rüsselsheim, Hwaseong en Irvine en geproduceerd in Ulsan. Genesis werd in 2017 in de Verenigde Staten gelanceerd en in 2021 in Europa. In augustus 2023 werd het voertuig meer dan 1 miljoen keer verkocht.
In december 2024 werd het Genesis Magma Racing Team opgericht en tegelijkertijd werd de eerste hypercar van het merk, de GMR-001, onthuld.

## Huidige series
- Genesis G70
- Genesis G80
- Genesis G90
- Genesis GV60
- Genesis GV70
- Genesis GV80

## Modellenoverzicht

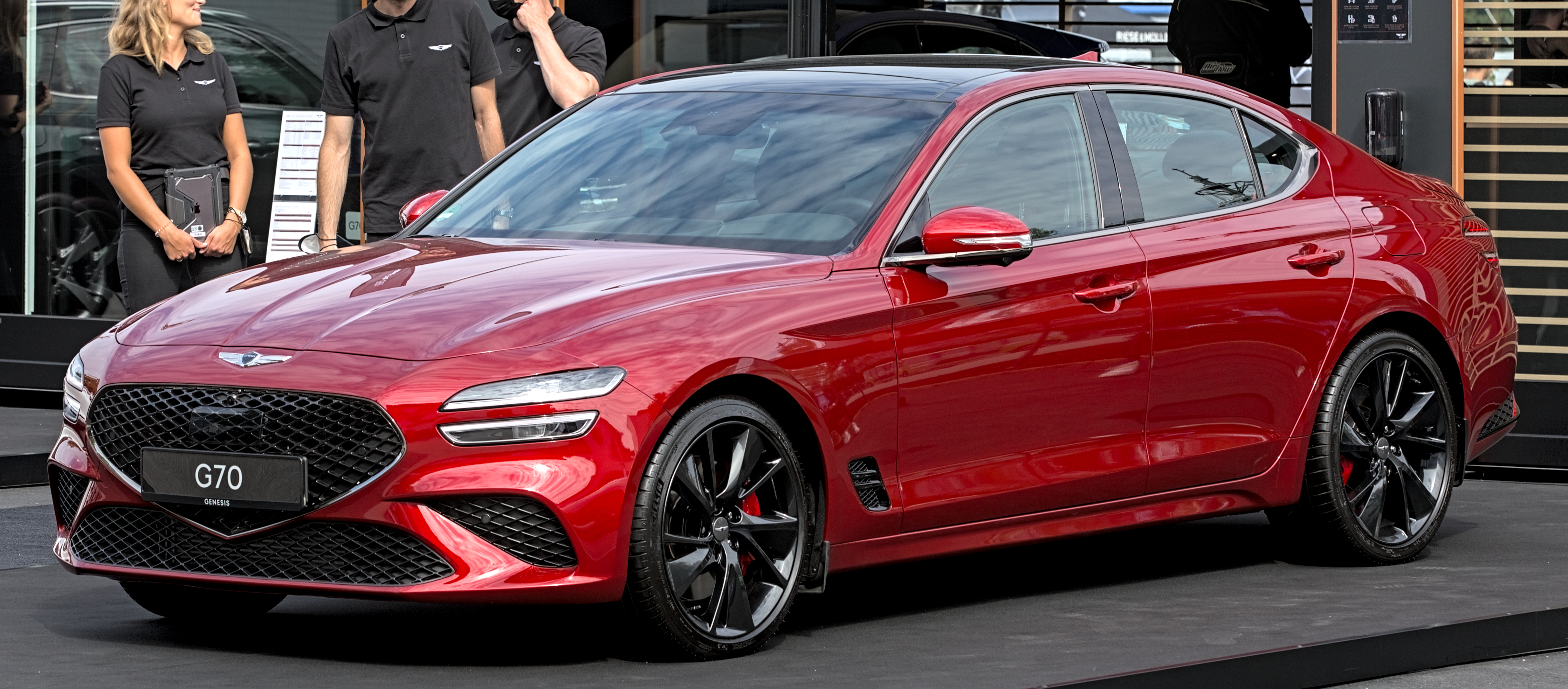
Genesis G70 (2021)
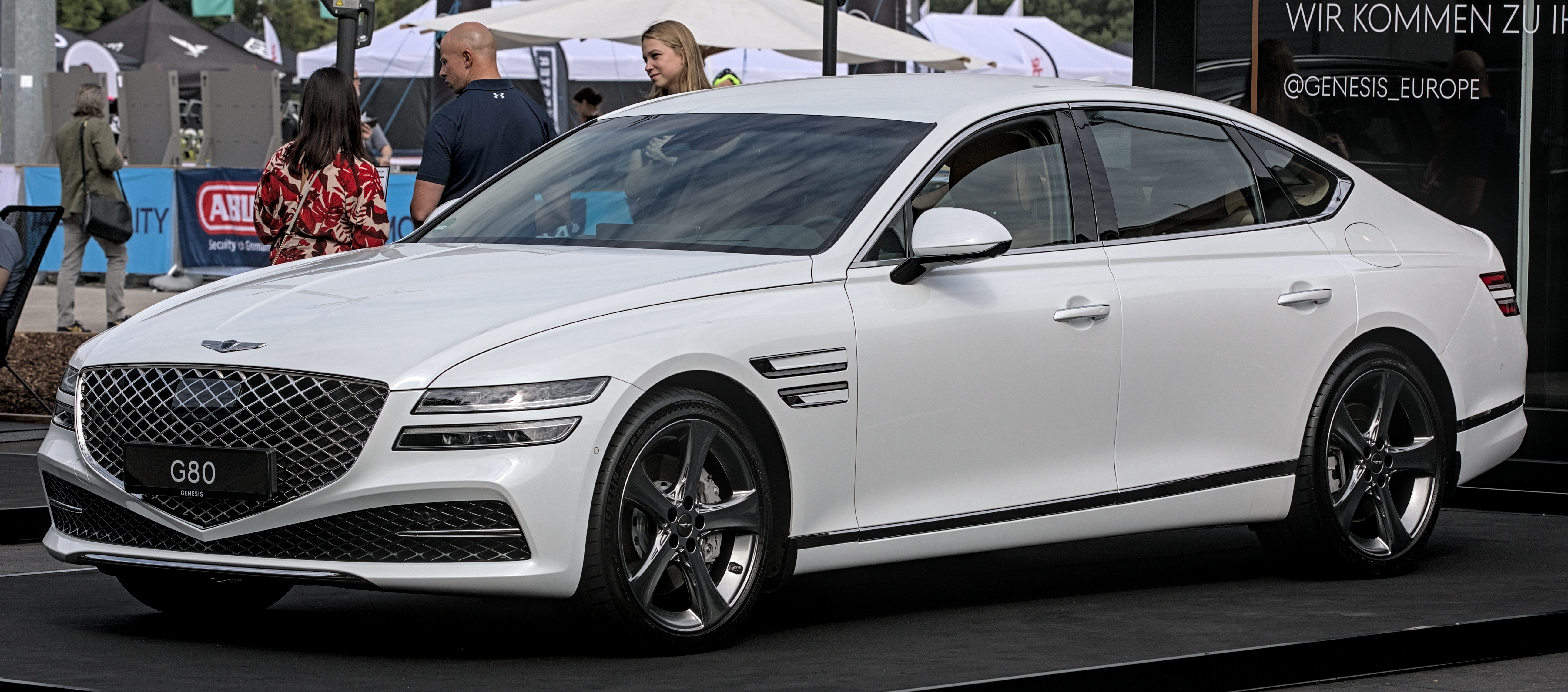
Genesis G80 (2021)
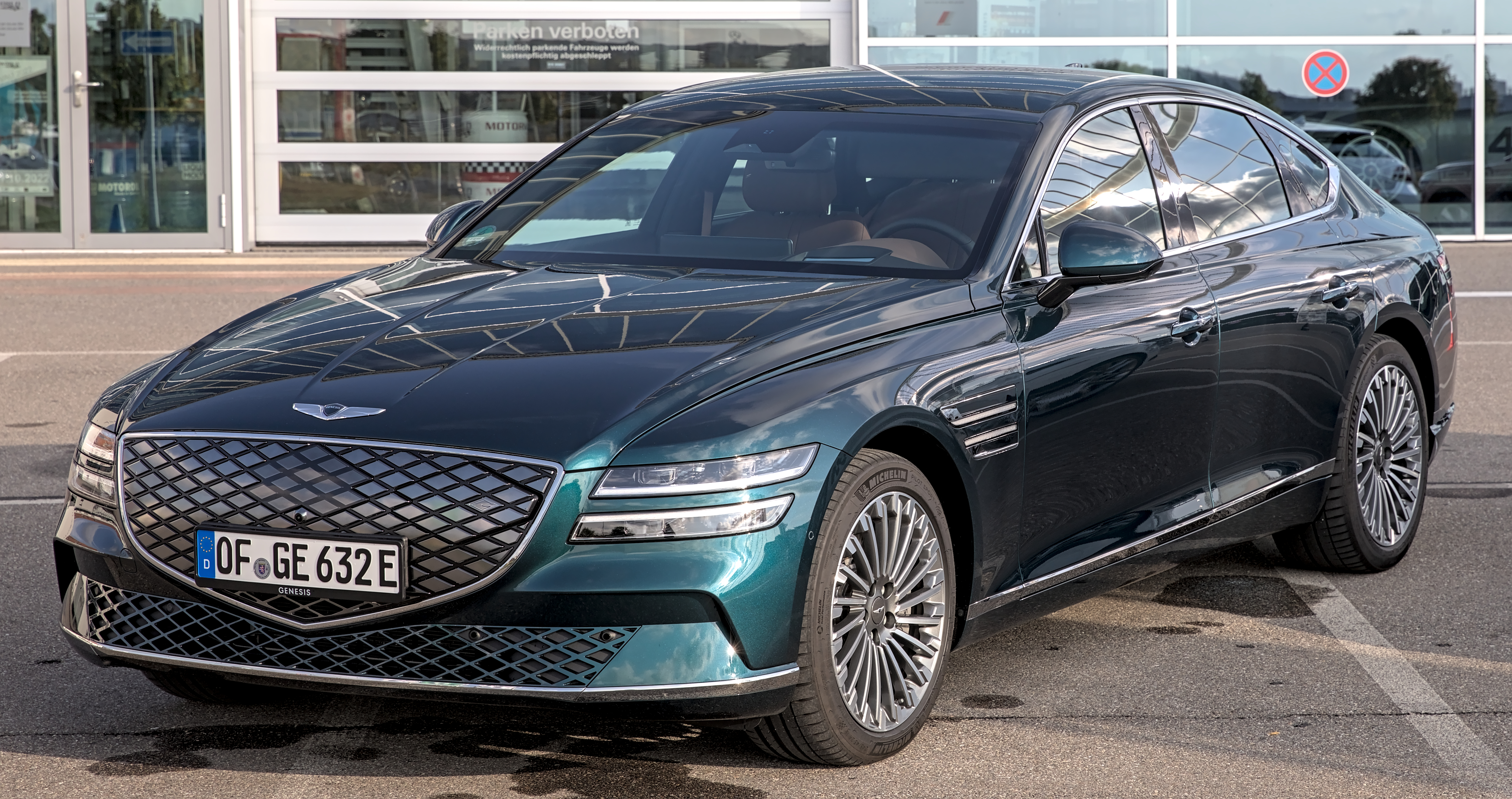
Genesis Electrified G80
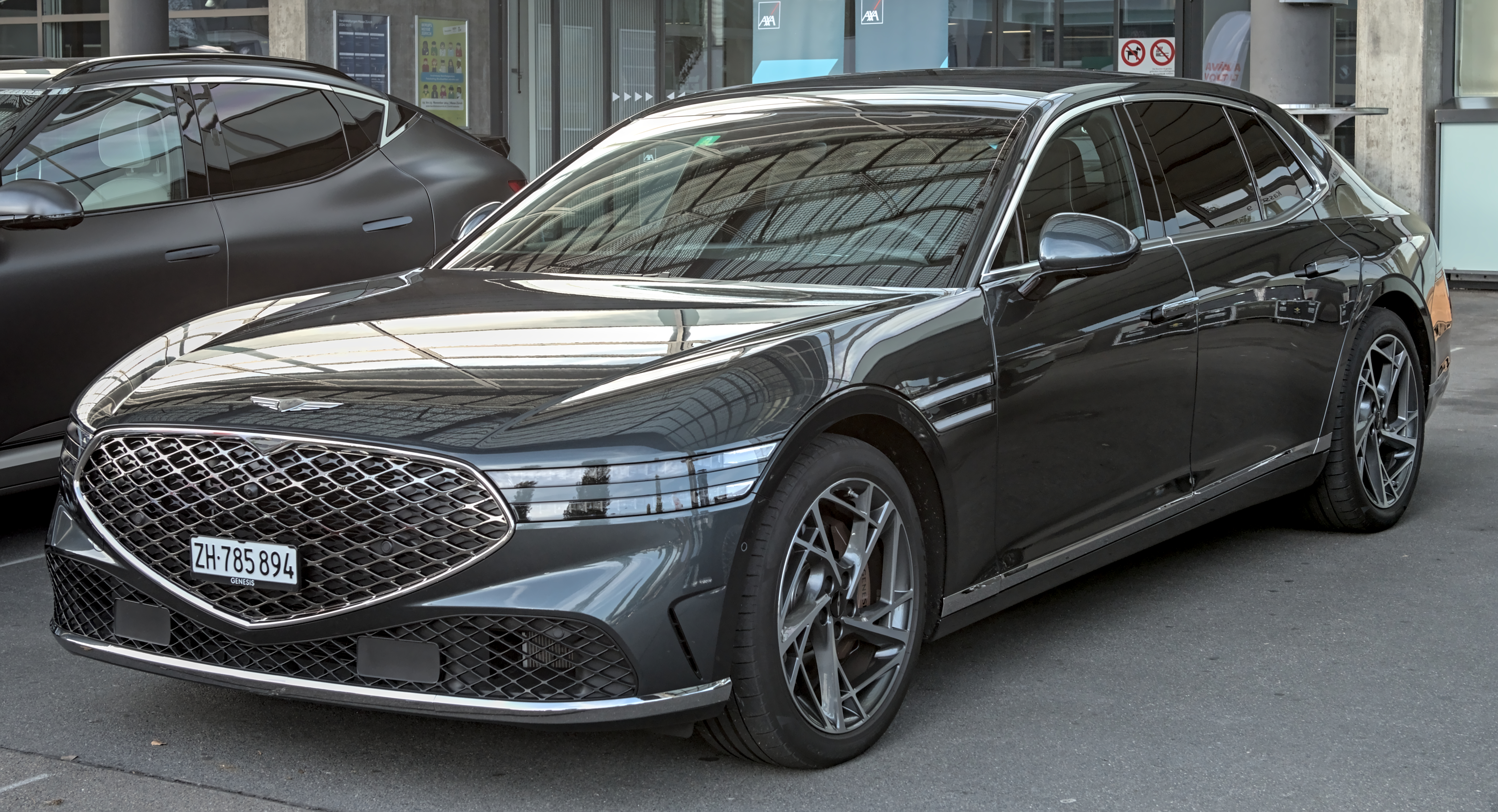
Genesis G90 RS4 (2024)
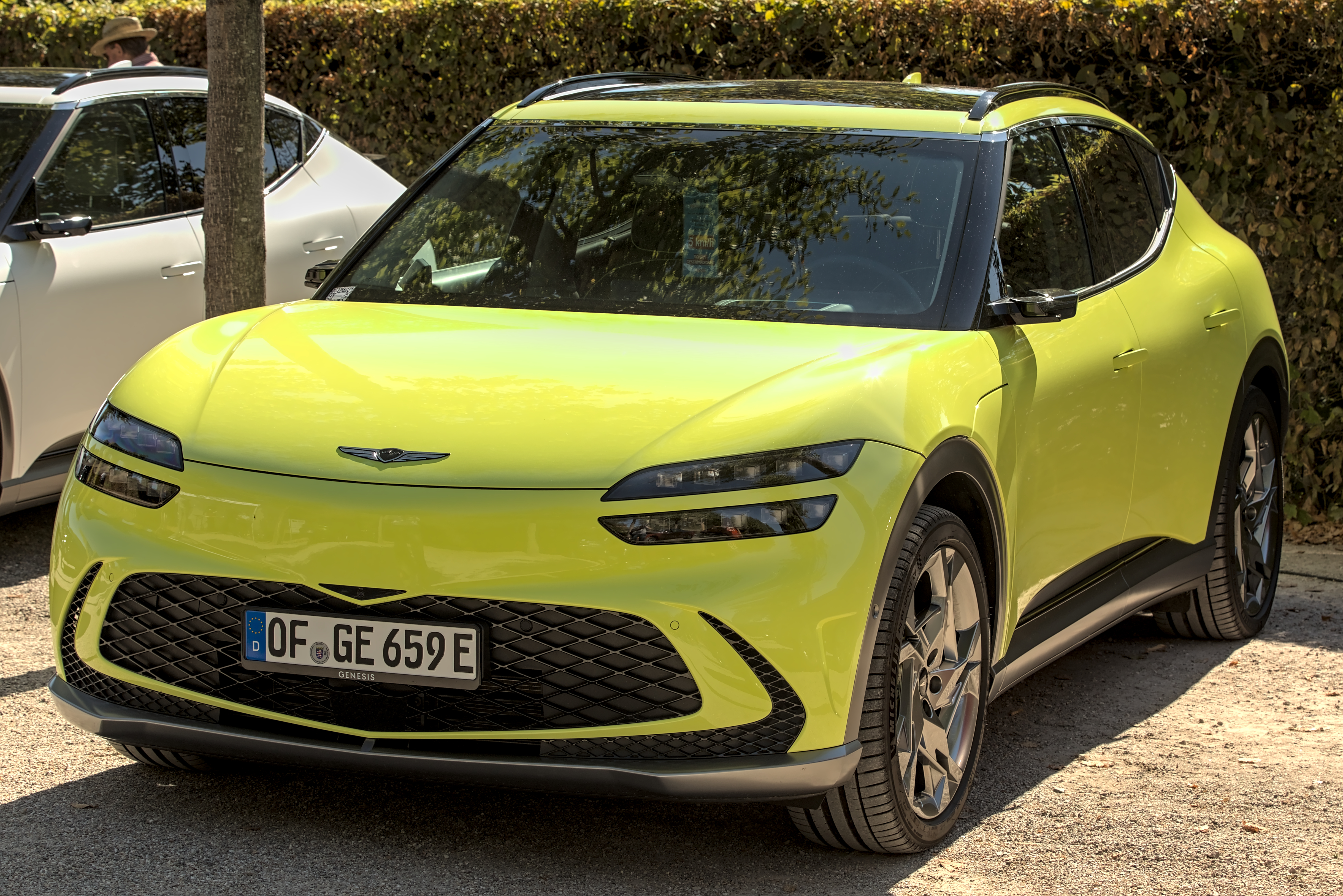
Genesis GV60 (2022)
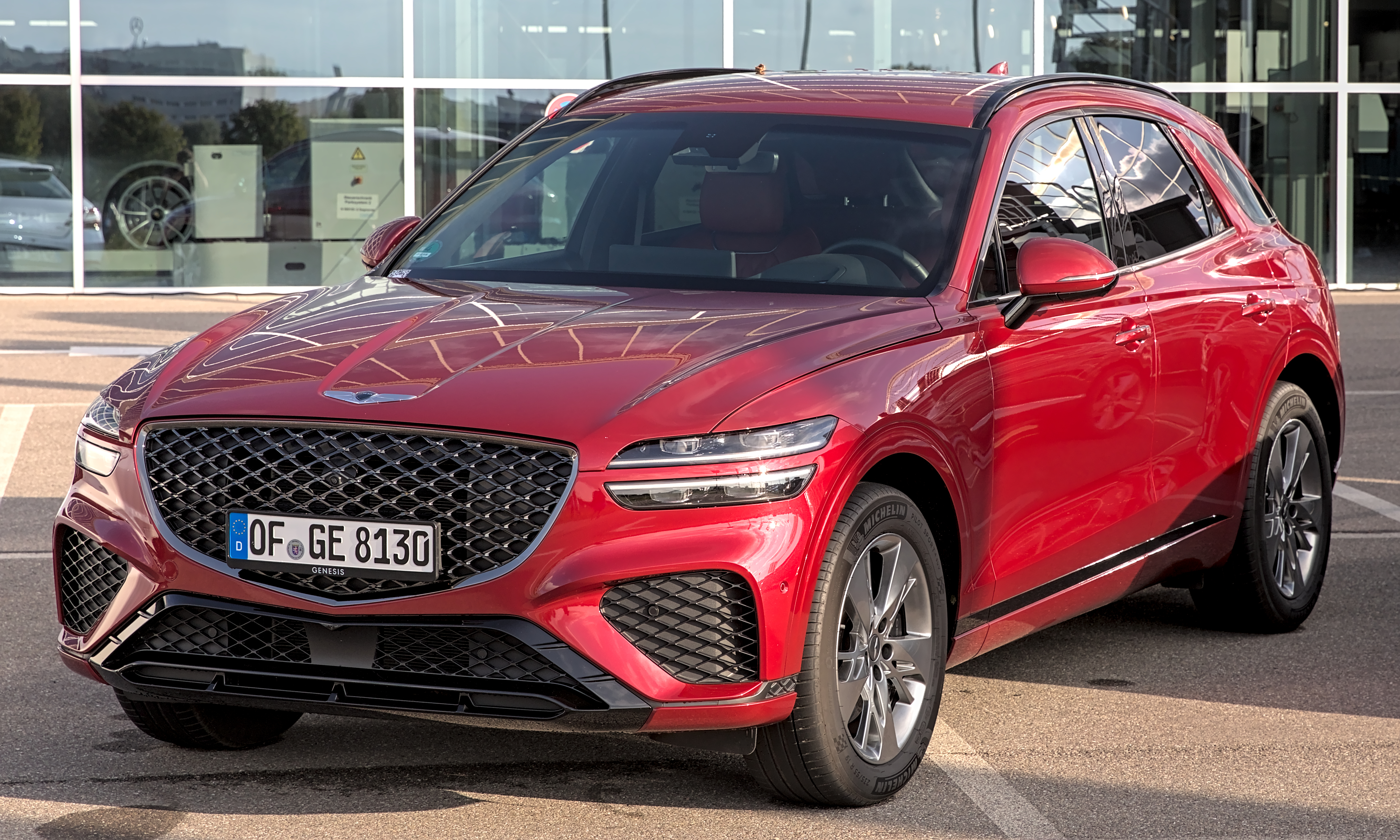
Genesis GV70
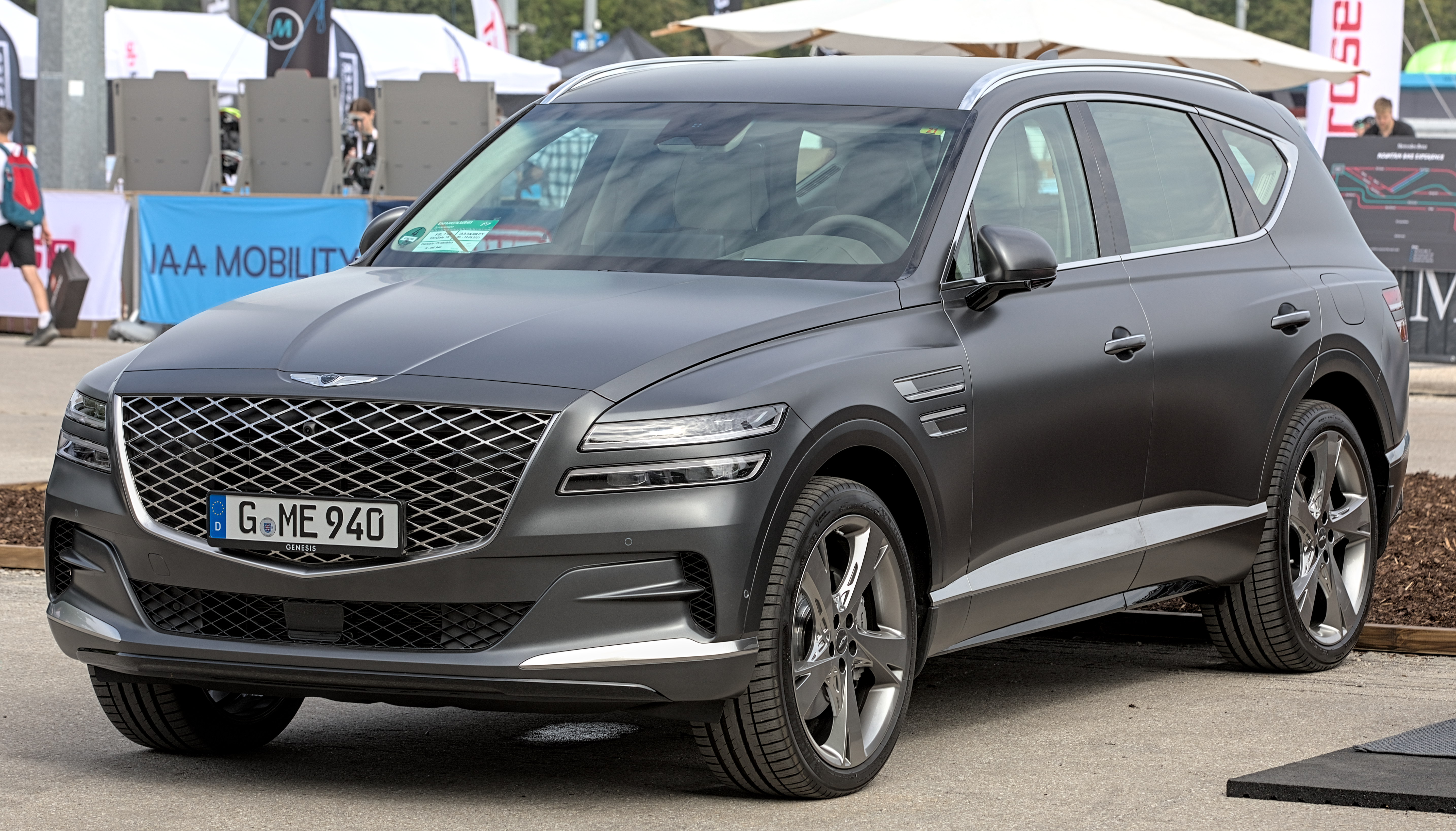
Genesis GV80 (2021)
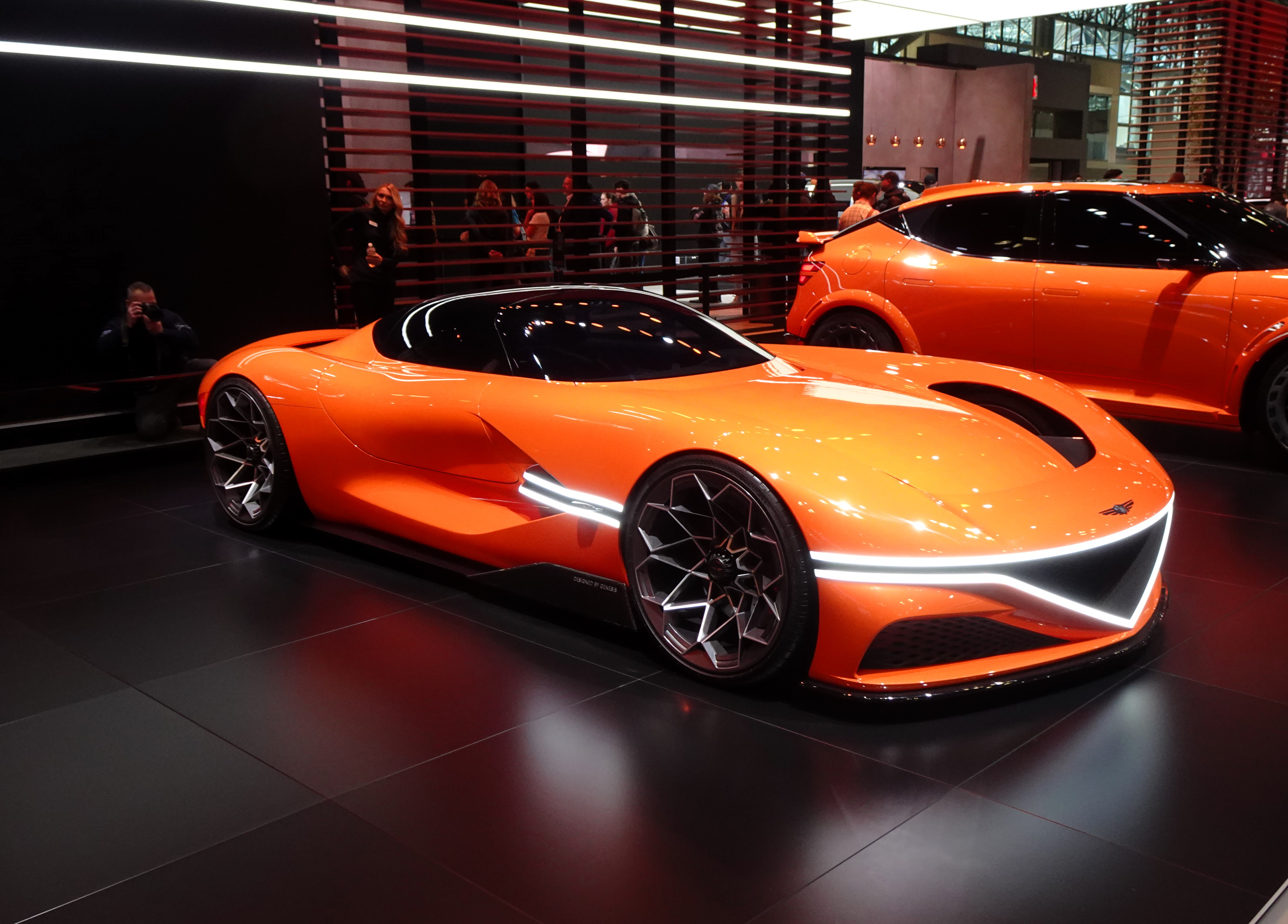
Genesis X Gran Berlinetta (2024, conceptauto)
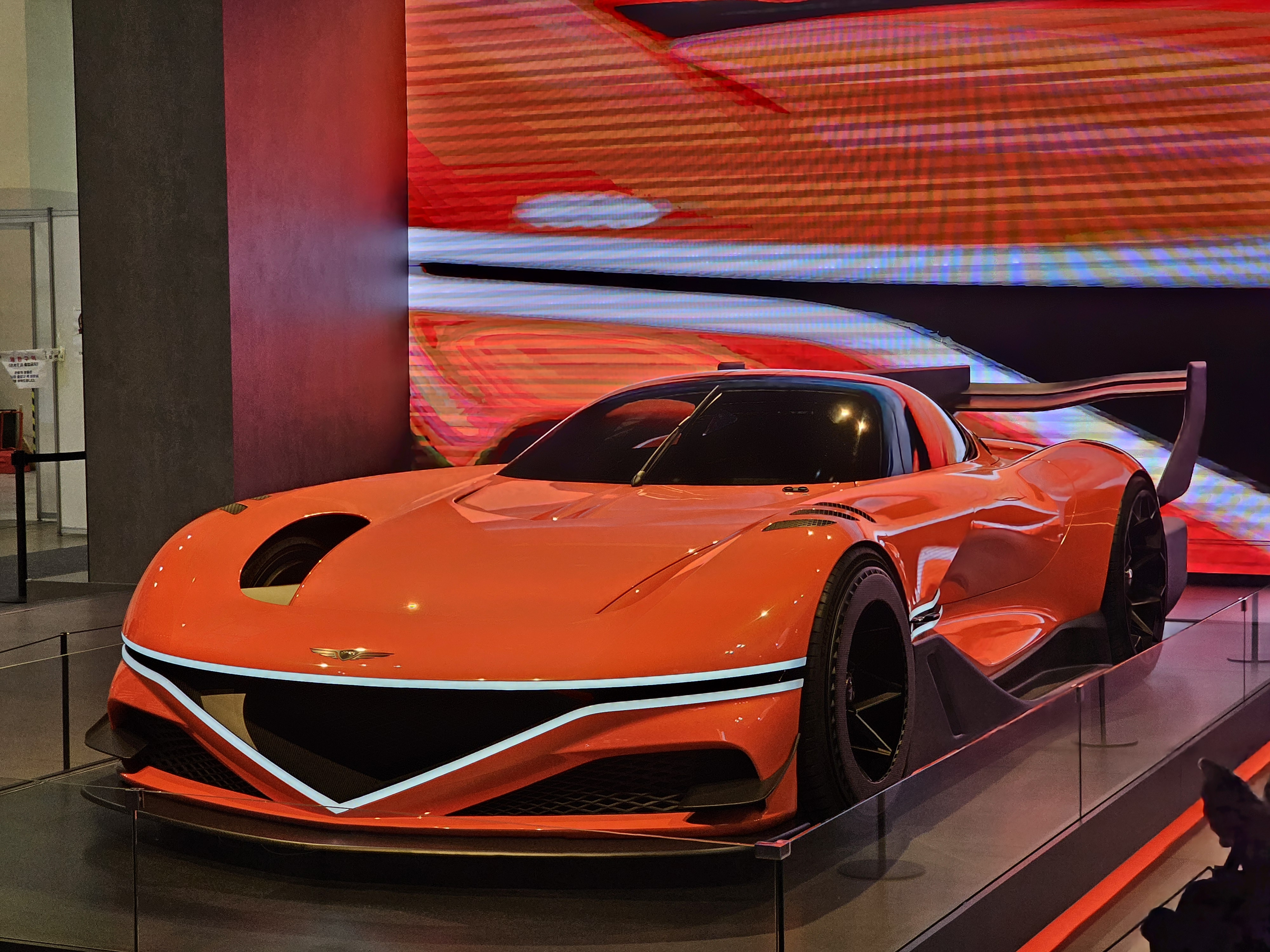
Genesis X Gran Racer Concept Magma (2024)
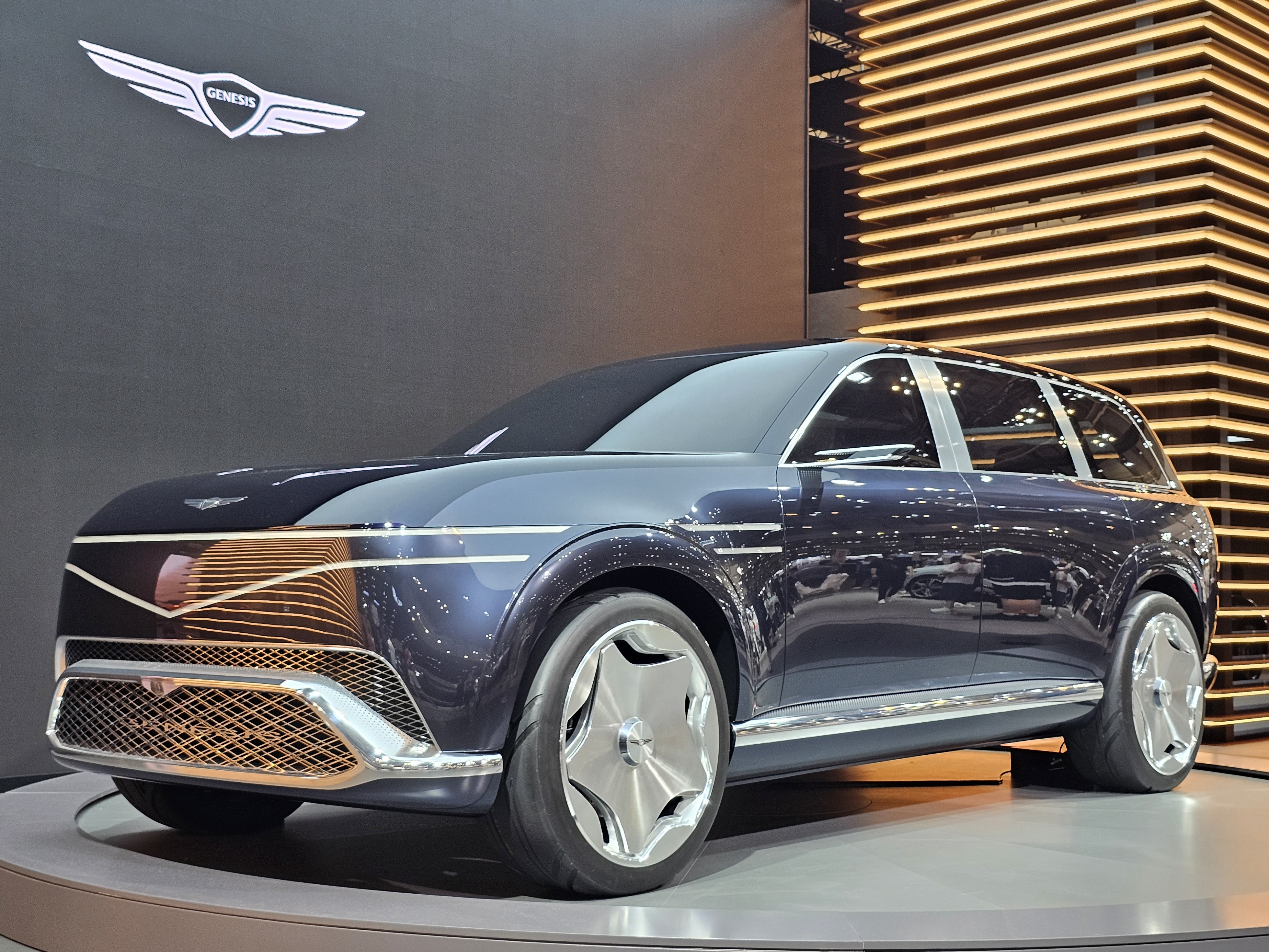
Genesis Neolun (conceptauto)